# Synnotum circinatum
Synnotum circinatum is een mosdiertjessoort uit de familie van de Epistomiidae. De wetenschappelijke naam van de soort is voor het eerst geldig gepubliceerd in 2004 door Winston.